# Substilbula albipennis
Substilbula albipennis is een vliesvleugelig insect uit de familie Eucharitidae. De wetenschappelijke naam is voor het eerst geldig gepubliceerd in 1929 door Alexandre Arsène Girault.
De soort komt voor in het noorden van Australië. Het specimen dat Girault beschreef was afkomstig van Groote Eylandt.